# Cầu diệp day
Cầu diệp day (danh pháp hai phần: Bulbophyllum dayanum) là một loài phong lan thuộc chi Bulbophyllum. Loài này phân bố ở Trung Quốc (tỉnh Vân Nam), Myanma, Thái Lan, Campuchia, Việt Nam và Malaysia.

## Hình ảnh

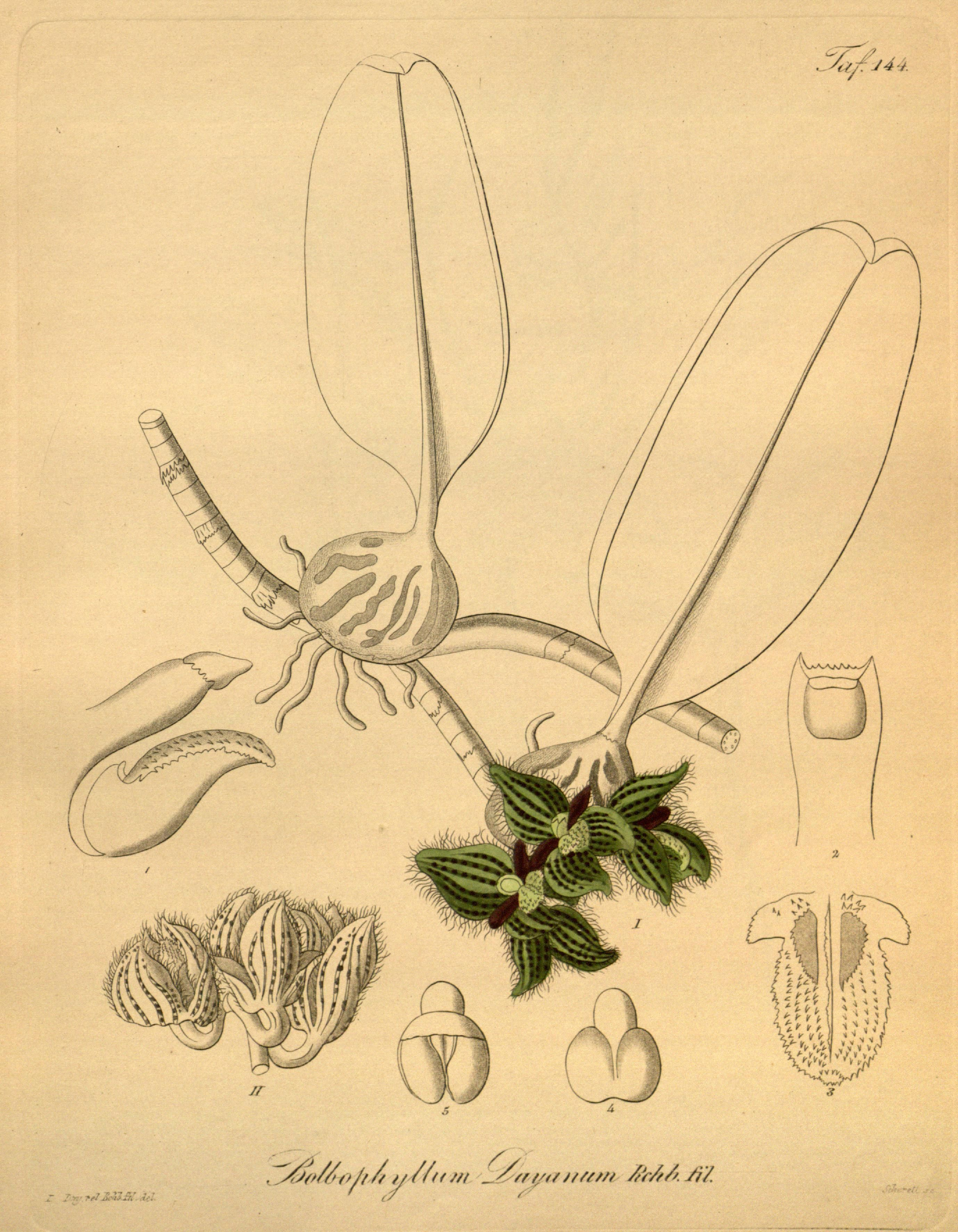